# País neutral

Estatus neutral reconocido por su constitución y la comunidad internacional.
Estatus neutral no reconocido por la comunidad internacional.
Antiguos países neutrales.

Un país neutral es aquel que no toma parte por ninguno de los bandos enfrentados en una guerra u otro conflicto con la esperanza de mantenerse al margen de la misma. Es decir, que no participa en las guerras que no sean de su país. En las relaciones internacionales, una política neutralista es, por tanto, la que apunta a mantener la neutralidad ante futuros conflictos.
El concepto de neutralidad debe diferenciarse del de no-alineamiento.

## Países neutrales en la segunda guerra

### Países neutrales en la actualidad
| País                | Neutral desde   | Notas |
| ------------------- | --------------- | --- |
| Andorra             | 1914→           | Neutral en la Primera y Segunda Guerra Mundial. |
| Austria             | 1920-1938 1955→ | Miembro de la Unión Europea. |
| Costa Rica          | 1949→           | País neutral después de la abolición de su ejército en 1949, ratificada por ley en 2014 |
| Irlanda             | 1937→           | Miembro de la Unión Europea. |
| Liechtenstein       | 1868→           | País neutral después de la abolición de su ejército en 1868. Su defensa es responsabilidad de Suiza. |
| Panamá              | 1989→           | La neutralidad del Canal de Panamá se encuentra consagrado por un tratado específico. |
| Suiza               | 1815→           | Autoimpuesto, permanente y armada, diseñado para garantizar la defensa y seguridad nacional de ataques externos. Suiza es el país neutral más antiguo del mundo, no se ha librado una guerra en el extranjero desde el establecimiento de su neutralidad por el Tratado de París en 1815. |
| Turkmenistán        | 1995→           | Declaró su neutralidad permanente siendo reconocida formalmente por las Naciones Unidas en 1995. |
| Ciudad del Vaticano | 1929→           | El Tratado de Letrán firmado en 1929 con Italia impone que "el Papa se compromete a la neutralidad permanente en las relaciones internacionales y la abstención de la mediación en un conflicto a menos que se pida por todas las partes".                                                |

### Países que se reclaman neutrales pero no se encuentran reconocidos como tales en el mundo
| País       | Neutralidad reclamada | Notas |
| ---------- | --------------------- | --- |
| Japón      | 1947→                 | Constitucionalmente prohibido de participar en las guerras, pero mantiene unas fuerzas de autodefensa fuertemente armadas y una alianza militar con Estados Unidos.                                                                                   |
| Laos       | 1962-1964 1975→       | |
| Malta      | 1980→                 | Posee una política de neutralidad desde 1980, mediante un tratado, es protegida por Italia. |
| México     | 1945→                 | La formulación mexicana de la neutralidad se conoce como doctrina Estrada. Y para cumplir con tal neutralidad se le destina un presupuesto 0.05% del PIB a las Fuerzas Armadas, que solo cumple el pago de salarios de los militares.                 |
| Moldavia   | 1994→                 | El artículo 11 de la Constitución de 1994 proclama la "neutralidad permanente". |
| Mongolia   | 1914-1918 2015→       | Durante la Primera Guerra Mundial, Mongolia se declaró neutral, pero fue una nación beligerante durante la Segunda Guerra Mundial, del lado de la Unión Soviética. En 2015, el presidente Tsajiaguiin Elbegdorzh declaró su "neutralidad permanente". |
| Ruanda     | 2009→                 | Después del genocidio de 1994, Ruanda anunció la neutralidad permanente en 2009 después de unirse a la Commonwealth of Nations. |
| San Marino | 1815-1944 1945→       | Neutral durante la Primera Guerra. Declaró neutralidad en 1939, pero queda envuelto en los enfrentamientos de ambas facciones y declara la guerra contra Alemania.                                                                                    |
| Serbia     | 2007→                 | La Asamblea Nacional de Serbia declaró la neutralidad armada en 2007. Serbia es el único país post-yugoslavo que no busca afiliación con la OTAN, debido al bombardeo de la OTAN sobre Yugoslavia, Kosovo y relaciones cercanas con Rusia.            |

### Países neutrales en el pasado
| País         | Neutral entre       | Notas |
| ------------ | ------------------- | --- |
| Argentina    | 1939-1945           | Neutral en la Primera Guerra Mundial. Se declaró neutral por el ministro de Guerra Juan Domingo Perón durante la Segunda Guerra Mundial, sin embargo, no fue reconocida y fue forzado a abandonar su neutralidad mediante presión económica y militar aliada, ante sospechas de alinearse ideológicamente con la Alemania nazi. Prestó ayuda militar aliada durante la Guerra de Irak. |
| Bélgica      | 1830-1914 1936-1940 | Abandonada tras la II Guerra Mundial y su posterior inclusión en la OTAN. |
| Camboya      | 1955-1970           | Neutral hasta la guerra de Vietnam. |
| Chile        | 1914-1918 1938-1943 | Neutral en la Primera Guerra Mundial, hasta que cedió a la presión aliada y declaró guerra a las fuerzas del Eje. Prestó ayuda diplomática y logístico a Reino Unido contra Argentina durante la guerra de las Malvinas en 1982. |
| Dinamarca    | 1864-1940           | Neutral en la I Guerra Mundial. Miembro de la OTAN. |
| España       | 1912-1940 1945-1953 | Neutral en la Primera y Segunda Guerras Mundiales. Aliado de EE. UU. desde 1953, ingresó en la OTAN en 1982. |
| Estonia      | 1938-1939           | Miembro de la OTAN. Interrumpido por la ocupación soviética de las repúblicas bálticas. |
| Finlandia    | 1935-1939 1956-2022 | Miembro de la OTAN. En 2023 entró a la OTAN. |
| Hungría      | 1956                | Miembro de la OTAN. |
| Letonia      | 1938-1939           | Miembro de la OTAN. Interrumpido por la ocupación soviética de las repúblicas bálticas. |
| Liberia      | 1914-1917 1939-1944 | Neutral en casi toda la Primera Guerra Mundial. Nuevamente neutral durante la Segunda Guerra, hasta 1944. Liberia sirvió como el único territorio con producción de caucho durante la guerra, cuando la producción de Indochina cayó en manos japonesas. |
| Lituania     | 1939                | Miembro de la OTAN. Interrumpido por la ocupación soviética de las repúblicas bálticas. |
| Luxemburgo   | 1839-1914 1920-1940 | Postura neutral desde 1839, la abolió a través de su Constitución en 1948, alineación no-neutral confirmada por membresía de la OTAN. |
| Noruega      | 1905-1940           | Miembro de la OTAN. |
| Países Bajos | 1839-1940           | Neutralidad auto impuesta entre 1839 y 1940 en el continente europeo. Miembro de la OTAN. |
| Portugal     | 1932-1945           | Miembro de la OTAN. Prestó acceso aéreo a las islas Azores para los Aliados, antes de unirse a la guerra. |
| Suecia       | 1914-2022           | Miembro de la OTAN. Primera nación en declarar neutralidad en 1914. En 2024 entró a la OTAN. |
| Turquía      | 1940-1945           | Miembro de la OTAN. |
| Ucrania      | 1991-2014           | Al declararse independiente, Ucrania anunció la intención de ser un "estado neutral permanente", sin embargo abandonó su estatus luego de la invasión de Rusia a la región del Donbás en 2014. |